# 정용주 (영화 감독)
정용주(1973년 ~ )는 대한민국의 영화 감독이다.

## 작품

### 감독 및 각본
- 2000년 《멀미》
- 2005년 《처용의 다도》
- 2012년 《네버엔딩 스토리》
- 2019년 《다시, 봄》
- 2020년 《더 씨엠알》

### 조감독
- 2003년 《4인용 식탁》
- 2005년 《오로라 공주》

## 수상
- 2005년 제10회 부산국제영화제 선재상
- 2006년 제23회 부산국제단편영화제 관객상